# Affricata labiodentale sorda
L'affricata labiodentale sorda è una consonante, rappresentata con il simbolo [p͡f] (eventualmente unito da un legamento) nell'alfabeto fonetico internazionale (IPA).
Nella lingua italiana tale fono non è presente.

## Caratteristiche
La consonante affricata labiodentale sorda presenta le seguenti caratteristiche:
- il suo modo di articolazione è affricata, perché questo fono è dovuto all'unione di una fase occlusiva e di una fase fricativa;
- il suo luogo di articolazione è labiodentale, perché nel pronunciare tale suono i denti incisivi superiori si accostano al labbro inferiore;
- è una consonante sorda, in quanto questo suono è prodotto senza vibrazione da parte delle corde vocali.

## Altre lingue

### Tedesco
In lingua tedesca tale fono è reso con la grafia ⟨pf⟩:
- Apfel "mela" [ˈʔap͡fl̩]